# Die Wolke (film)
Pour le roman initial, voir Die Wolke.
Pour plus de détails, voir Fiche technique et Distribution.
Die Wolke est un film allemand réalisé par Gregor Schnitzler sorti en 2006, adapté d'un roman de Gudrun Pausewang paru en 1987.

## Synopsis
Après une catastrophe nucléaire de type Tchernobyl en Allemagne, deux adolescents tentent de survivre. Comme recommandé par la radio, la grande sœur se barricade avec son petit frère dans la cave. Mais un appel de leur mère, en déplacement professionnel dans la ville voisine où a eu lieu l'accident nucléaire, leur demande de quitter la ville pour fuir les nuages radioactifs.

## Fiche technique
- Titre anglais : The Cloud[1]
- Réalisation : Gregor Schnitzler
- Scénario : Jane Ainscough et Marco Kreuzpaintner d'après le roman Le Nuage de Gudrun Pausewang.
- Image : Michael Mieke
- Montage : Alexander Dittner
- Pays de production :  Allemagne
- Durée : 105 minutes
- Date de sortie :
  - Allemagne : 16 mars 2006

## Distribution
- Paula Kalenberg : Hannah
- Franz Dinda : Elmar
- Hans-Laurin Beyerling : Uli
- Carina N. Wiese : Paula
- Jennifer Ulrich : Meike
- Claire Oelkers : Ayse
- Tom Wlaschiha : Hannes

## Nominations et récompenses
- Meilleur film aux Bavarian Film Awards
- Meilleur acteur pour Franz Dinda et meilleure actrice pour Paula Kalenberg
- Meilleur film pour la jeunesse au Festival du film Nuits noires de Tallinn[2]